# Nauk o Lotosovem cvetu
Nauk o Lotosovem cvetu je budistični nauk, ki ponazarja naše življenje kot lotosov cvet, kako zraste iz umazanega dna močvirja (slabega življenja) in se po tem začne razvijati lepa rastlina - lotos. To prikazuje da je življenje včasih kruto in umazano, a ne smemo obupati, saj po slabem/grdem zmeraj pride dobro/lepo in da je vse odvisno od nas samih. Ker pa nič v življenju ni večno, tudi lotos odcveti in potem smo na istem kot prej, le da ostanejo plodovi, kar ponazarja naše spomine. Bistvo tega nauka je torej, da tudi če se človeku godi slabo, mora ostati optimističen, saj življenje ni vedno tako grozno.